# Estadio Monumental Isidro Romero Carbo
Estadio Monumental Isidro Romero Carbo – to stadion piłkarski w Guayaquil w Ekwadorze, właścicielem jest klub Barcelona SC, który rozgrywa na nim swoje mecze domowe. Stadion mieści 89 930 osób. Został wybudowany i otwarty w 1987 roku.